# Friedrich Mayr-Melnhof
Friedrich Franz Johann Maria Christophorus Hubert Mayr-Melnhof (* 5. Juli 1924 in Grödig; † 14. April 2020 auf Schloss Glanegg, Grödig) war ein österreichischer Politiker (ÖVP) sowie Land- und Forstwirt aus Grödig. Er war von 1983 bis 1986 Landesrat in der Salzburger Landesregierung.

## Ausbildung und Beruf
Friedrich Mayr-Melnhof wurde als Sohn seines gleichnamigen Vaters Friedrich Mayr-Melnhof (1892–1956) und dessen Gattin Maria-Anna (1897–1983), einer geborenen Gräfin von Meran, auf Schloss Glanegg geboren. Er besuchte von 1930 bis 1934 die Volksschule und absolvierte danach von 1934 bis 1942 das Staatliche Landschulheim Marquartstein. Nach der Matura wurde er 1942 zum Kriegsdienst eingezogen, wobei er 1945 in Kriegsgefangenschaft geriet. Er studierte nach seiner Rückkehr aus dem Krieg 1945 von 1946 bis 1950 Forstwirtschaft an der Hochschule für Bodenkultur in Wien und schloss sein Studium 1950 mit dem akademischen Grad Dipl.-Ing. ab. Daraufhin übernahm er 1950 den elterlichen Land- und Forstwirtschaftsbetrieb in Grödig und war dort bis 1994 als Land- und Forstwirt selbständig tätig.

## Politik und Funktionen
Mayr-Melnhof war von 1950 bis 1985 Kammerrat und Mitglied des Vorstandes der Landwirtschaftskammer Salzburg und hatte von 1963 bis 1987 die Funktion des stellvertretenden Landesobmanns des Salzburger Bauernbundes inne.  Des Weiteren war er Mitglied des Vorstandes der Landwirtschaftskammer Salzburg und von 1962 bis 1967 stellvertretender Landesjägermeister. Danach übernahm er zwischen 1967 und 1997 die Funktion des Landesjägermeisters von Salzburg. Des Weiteren war Mayr-Melnhof von 1956 bis 1994 Obmann des Landesverbandes der land- und forstwirtschaftlichen Gutsbetriebe in Salzburg und übernahm zwischen 1965 und 1987 das Amt des Vizepräsidenten des Hauptverbandes der Wald- und Grundbesitzer Österreichs. Vom 16. März 1983 bis zum 7. Jänner 1986 gehörte er der Salzburger Landesregierung als Landesrat an.

## Privates
Friedrich II. Mayr-Melnhof war das Oberhaupt des Salzburger Zweigs der Familie Mayr-Melnhof, deren Linie sich 1893 von der steirischen Linie abspaltete. Mayr-Melnhof war ab 1948 mit Maria Anna Orsini-Rosenberg (1927–2010) verheiratet und Vater von fünf Söhnen und fünf Töchtern, wobei zwei seiner Söhne früh verstarben. Sein zweitgeborener Sohn Georg Mayr-Melnhof, der ursprünglich für die Führung des größeren Teils des Salzburger Mayr-Melnhof-Besitzes vorgesehen war, entschloss sich, Priester zu werden, und trat 1995 in das Priesterseminar ein. Er ist heute verheiratet und arbeitet als  Religionslehrer und Pastoralassistent. Seine beiden anderen Söhne, Friedrich III. und Maximilian Mayr-Melnhof (Besitzer der Canadian Jagdvermittlung Gesellschaft), sind selbständige Unternehmer, weshalb Friedrich II. bis zuletzt den Familienbesitz selbst verwaltete. Seine Tochter Doraja Eberle war von 2004 bis 2010 ebenfalls Mitglied der Salzburger Landesregierung. Maximilian Mayr-Melnhof, sein Sohn, ist seit 2017 Landesjägermeister.
Marianne „Manni“ Sayn-Wittgenstein-Sayn ist die älteste seiner Geschwister.

## Auszeichnungen und Ehrungen
- Berufstitel Ökonomierat (1974)
- Goldenes Verdienstzeichen des Landes Salzburg (1975)
- Goldenes Ehrenzeichen des Landes Salzburg (1984)
- Großes Ehrenzeichen des Landes Salzburg (1986)
- Ehrenbürger von Grödig (1994)
- Großes Goldenes Ehrenzeichen für Verdienste um die Republik Österreich (2000)
- Ritter des Ordens vom Goldenen Vlies (2004)